# کرگ مک گافی
کرگ مک گافی (انگلیسی: Craig McGuffie؛ زادهٔ ۱۵ دسامبر ۱۹۹۷) بازیکن فوتبال است.
از باشگاه‌هایی که در آن بازی کرده است می‌توان به باشگاه فوتبال ایر یونایتد اشاره کرد.